# Antico frantoio
L'antico frantoio è un complesso musealizzato situato a Massa Marittima (GR).

## Storia
Il frantoio risale alla fine del XVIII secolo ed è rimasto in attività fino al secondo dopoguerra, mantenendo ancora oggi invariate le antiche attrezzature per la produzione dell'olio utilizzate nel corso dei secoli e poi superate e rese desuete dalle moderne tecnologie. Restaurato nel 1990, l'edificio viene inserito nel sistema museale di Massa Marittima e nel 2004 nella rete provinciale Musei di Maremma. Tuttavia, a causa di alcuni cedimenti del solaio e problemi strutturali dell'edificio, viene chiuso al pubblico nel 2010.
È stato riaperto al pubblico il 25 marzo 2023.

## Caratteristiche
Il frantoio sette-ottocentesco fornisce una valida testimonianza storica di una civiltà contadina oggi non più esistente, permettendo al visitatore una reale ricostruzione visiva di un ambiente tipo della vita quotidiana nella città maremmana. Il fattore che rende il frantoio così interessante è la completezza dell'intero apparato, esempio rilevante della lavorazione delle olive sia ad energia animale che umana. Rimangono perfettamente conservati la grande ruota dentata a pioli, il cui prototipo fu disegnato per la prima volta da Leonardo da Vinci, collegata alla macina di granito attraverso una leva alla quale era aggiogato il mulo e lo strettoio, pressa in legno di quercia manovrata manualmente che serviva a schiacciare la pasta di olive prodotta dalla macina. Rimangono anche oggetti utili allo svolgimento del lavoro, come le bruscole, borse circolari di paglia intrecciata dove veniva riposta la pasta di olive durante la pressa, i misurini per la vendita dell'olio al dettaglio e lo strumento per tostare l'orzo. All'ingresso del frantoio si possono vedere le apparecchiature per lo spaccio dell'olio vergine d'oliva, l'olio di sansa e la fondata, che veniva utilizzata per le lampade ad olio. Il fondo della sala era invece adibita a stalla per il mulo.